# 鶴見川サイクリングコース

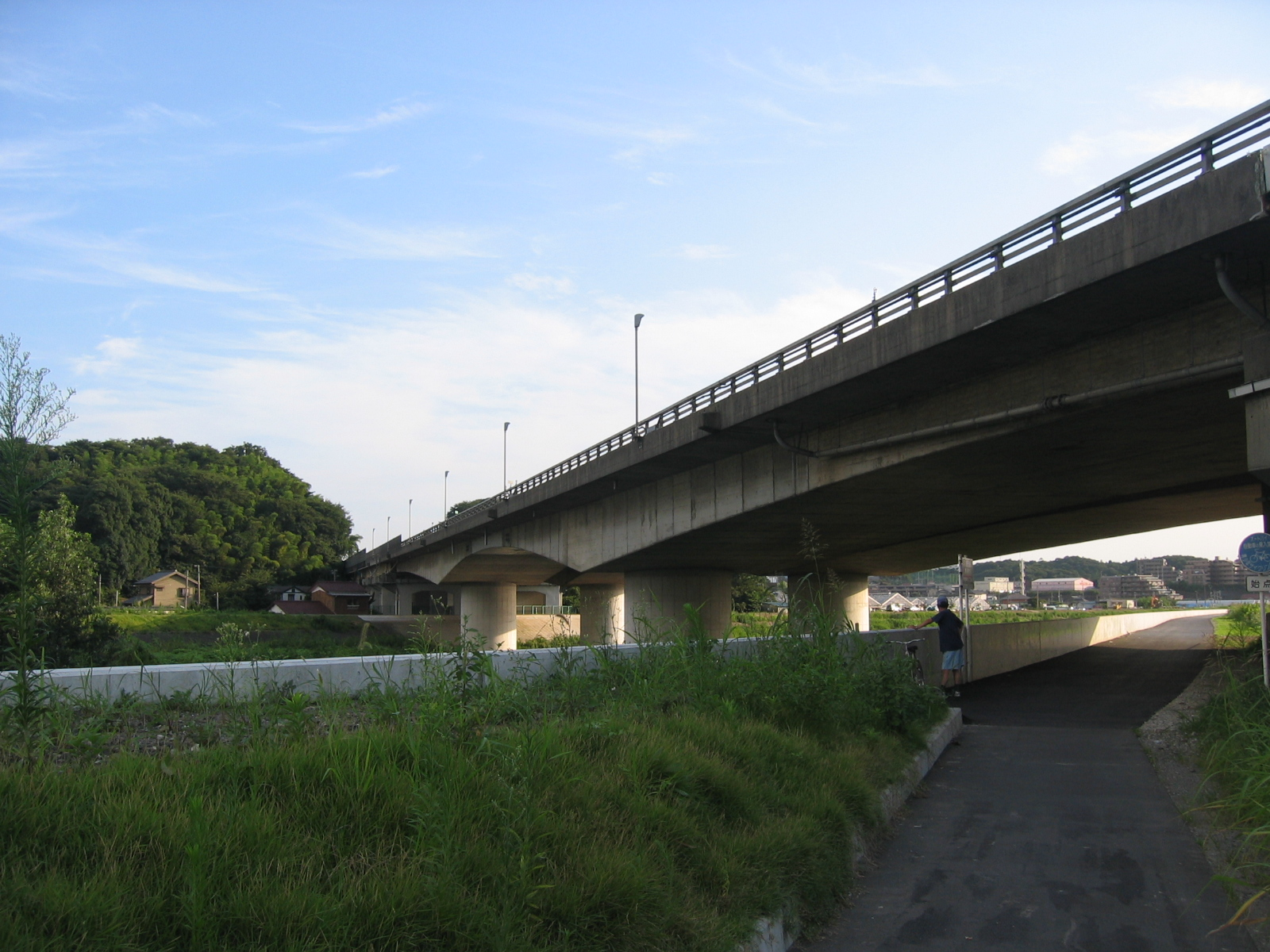
第三京浜下の鶴見川サイクリングコースの起点（右）。奥が終点方面。

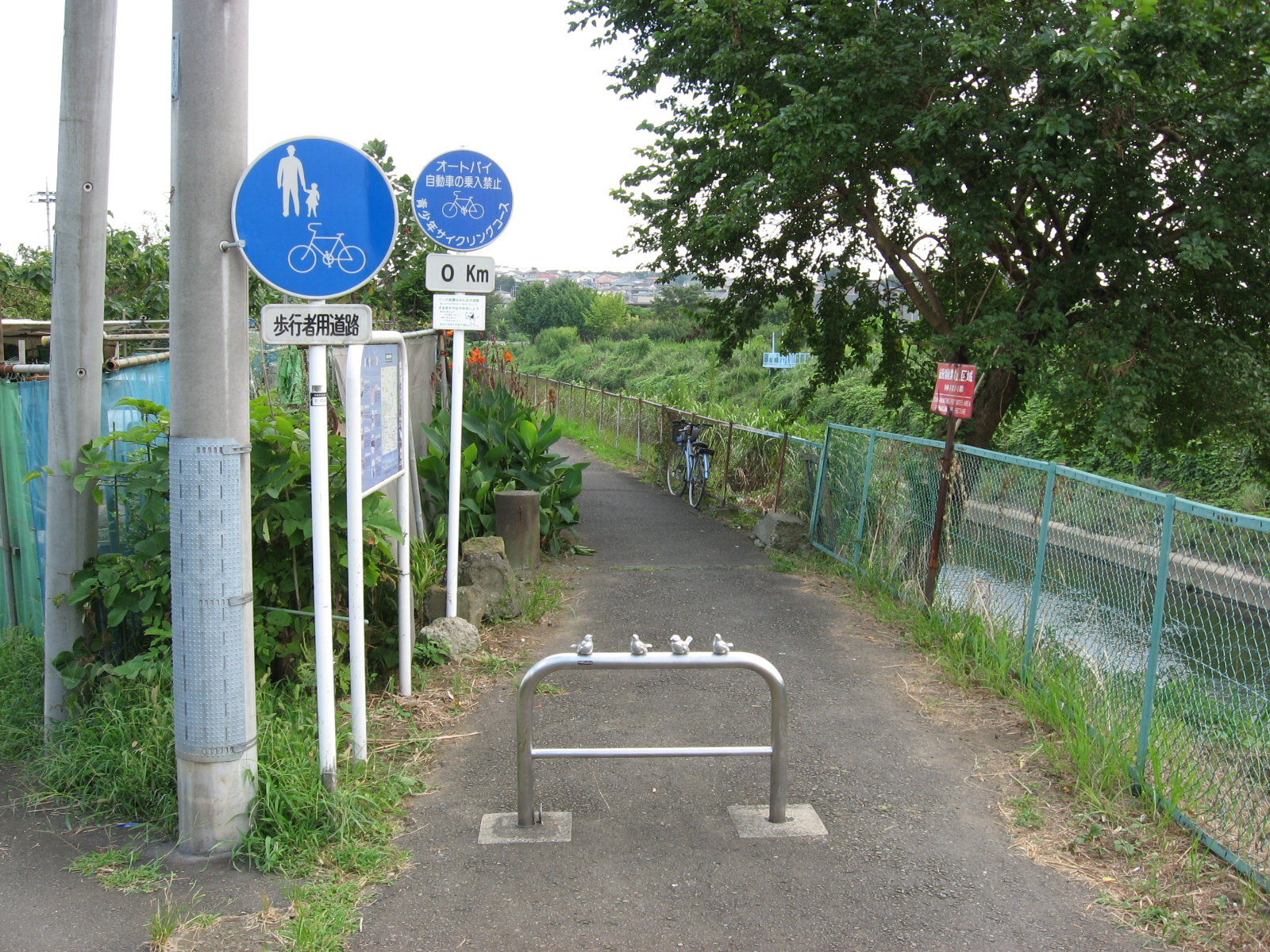
常磐橋付近の鶴見川サイクリングコースの終点。奥が起点方面。

鶴見川サイクリングコース（つるみがわサイクリングコース）は、神奈川県横浜市都筑区川向町にあった、第三京浜高速道路橋の下から横浜市青葉区鉄町の常磐橋まで鶴見川の左岸に沿う全長11.8kmのサイクリングコース。鶴見川青少年サイクリングコースとも呼ばれていたが、2015年3月末に廃止された。
当初は下流の鷹野大橋付近（港北区日吉）を起点としていたが、河岸改修などにより亀甲橋（港北区新羽町）、現在地へと区間が短縮された。かつては自転車を貸与するサービスセンターが数箇所設けられていた。
途中一般道路の歩道と同様の形態になっている区間もあるが、概ね独立して設置されている。一部を除く全線で、直交する一般道路に対し橋の下をくぐるアンダーパスの形で立体交差が用意されている。散歩・ジョギング・サイクリングなどで使用されるほか、日常の通勤・通学の経路として使用している者も多い。

## 交差する主な道路
- 鴨池橋（鴨池人道橋） - 右岸にある横浜線鴨居駅との間に架けられた自転車通行可の人道橋で、人通りが多い。
- 鴨池大橋
- 国道246号 - 起点から9km。東名高速道路横浜青葉インターチェンジ付近。

## 参照
1. ↑  http://www.ktr.mlit.go.jp/kyoku/river/senyo/d01.htm にある表記による。